# Verwaltungsverband Eilenburg-West
Der Verwaltungsverband Eilenburg-West ist ein Verwaltungsverband im Freistaat Sachsen im Landkreis Nordsachsen. Verwaltungsverbände sind Körperschaften des öffentlichen Rechts, dem die zugehörigen Gemeinden freiwillig verschiedene Verwaltungsaufgaben übertragen haben. Mitgliedsgemeinden sind

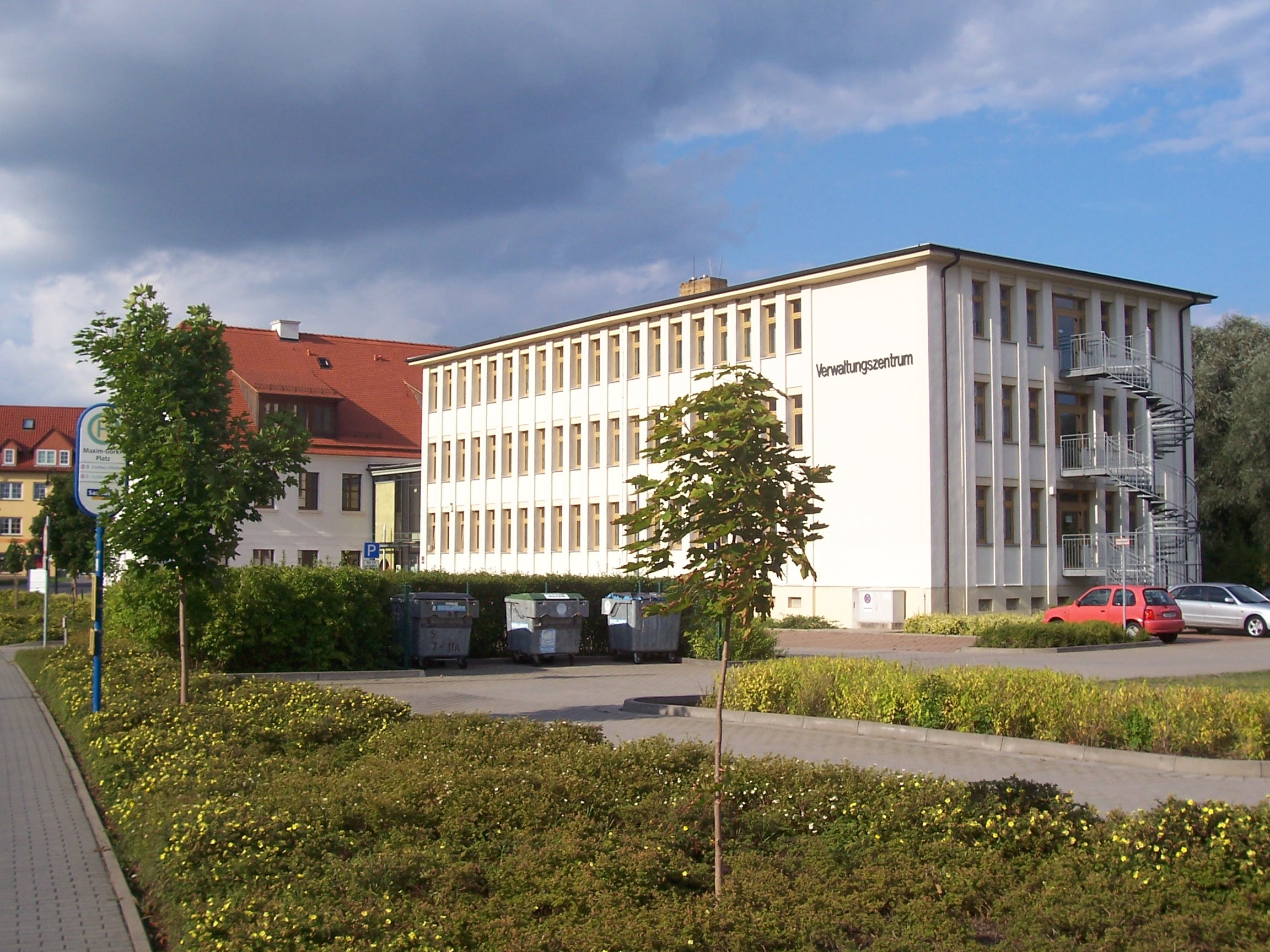
Bis 2020 Sitz des Verwaltungsverbandes: Verwaltungszentrum am Maxim-Gorki-Platz

- Jesewitz mit den Ortsteilen Jesewitz, Jesewitz-Bahnhof, Liemehna, Ochelmitz, Bötzen, Wölpern, Groitzsch, Gostemitz, Kossen, Weltewitz, Gordemitz, Wöllmen, Pehritzsch, Gallen, Gotha
- Zschepplin mit den Ortsteilen Zschepplin, Hohenprießnitz, Niederglaucha, Oberglaucha, Noitzsch, Krippehna, Naundorf, Rödgen und Steubeln

Sitz der Verwaltung ist die Stadt Eilenburg. Die Verbandsvorsitzende ist Claudia Büchel.